# Lashmar Conservation Park
Lashmar Conservation Park är en park i Australien. Den ligger i delstaten South Australia, omkring 110 kilometer sydväst om delstatshuvudstaden Adelaide. Lashmar Conservation Park ligger 47 meter över havet. Den ligger på ön Kangaroo Island.
Trakten är glest befolkad. Närmaste större samhälle är Cape Jervis, omkring 20 kilometer norr om Lashmar Conservation Park. 
Genomsnittlig årsnederbörd är 863 millimeter. Den regnigaste månaden är juni, med i genomsnitt 172 mm nederbörd, och den torraste är januari, med 24 mm nederbörd.